# Down Under
Down Under – utwór muzyczny australijskiego zespołu Men at Work, która pochodzi z ich debiutanckiego albumu Business as Usual (1981). Utwór osiągnął pierwsze miejsca na listach przebojów w Stanach Zjednoczonych, Wielkiej Brytanii i Australii, gdzie stał się popularną piosenką patriotyczną.

## Kulturowe znaczenie
Piosenka w komicznej formie podejmuje tematykę zagranicznych podróży Australijczyków, dumnych ze swojej narodowości i relacji z poznanymi podczas wojaży ludźmi. Utwór stał się ulubieńcem australijskiego radia i telewizji, a na początku 1983 r. znalazł się równocześnie na szczycie list przebojów w USA i Wielkiej Brytanii. Później został użyty jako temat przewodni przez załogę Australii II, w czasie zawodów Regaty o Puchar Ameryki w 1983 r. Zespół Men at Work zagrał tę piosenkę podczas ceremonii zamknięcia Igrzysk Olimpijskich w Sydney, razem z innymi australijskimi artystami. Często był także grany, gdy australijscy sportowcy otrzymywali medale podczas zawodów.
Początkowo Down Under został wydany na stronie B z utworem Keypunch Operator, na rzadko tłoczonym singlu Men at Work. Niektóre melodie gitarowe z tej wersji, zostały przekształcone na flet i w takiej formie pojawiły się na późniejszych wydaniach. Fragmenty zagrane na flecie rzekomo zostały oparte na melodii Kookaburry, dobrze znanej australijskim dzieciom, co było przyczyną późniejszych procesów sądowych. W 1981 r. wydana została przerobiona wersja Down Under i pierwszy album zespołu Business as Usual, które odniosły wielki sukces i stały się numerami jeden w Australii. W 1982 r. piosenka została wydana jako singiel w USA i Wielkiej Brytanii.
Teledysk nagrywano w kilku miejscach w Australii, m.in. nad jeziorem McKenzie na Wielkiej Wyspie Piaszczystej. W teledysku pojawia się też kilka litrowych puszek piwa Foster’s Lager, które pije się głównie poza Australią, ale sprzedaje jako australijskie.

## W innych mediach
- Jedna z wersji tej piosenki jest na ścieżce dźwiękowej filmu Kangur Jack. Została ona również użyta w reklamie Gdzie jest Nemo?, chociaż w samym filmie się nie pojawia.
- Colin Hay akustyczną wersję Down Under umieścił na swoim albumie Man @ Work.
- W filmie Krokodyl Dundee w Los Angeles grana jest podczas napisów końcowych.
- Utwór można też usłyszeć w serialu Nieustraszony w odcinku The Topaz Connection, kiedy Michael jedzie do Las Vegas.
- W 2008 r. australijskie linie lotnicze Qantas, w telewizyjnej kampanii reklamowej jako muzyczny podkład wykorzystały instrumentalną kompozycję Down Under.
- Utwór został użyty także w grze Saints Row 2.

## Covery
W 1985 r. litewska grupa rockowa, Antis zrobiła własny cover Down Under, który stał się jednym z jej największych przebojów. Nazwany został Zombiai i miał zmienione słowa, które pokazywały ironiczne nastawienie do radzieckiego reżimu (w tamtym czasie Litwa była częścią Związku Radzieckiego), ale pewne części pozostały bardzo podobne.
W 1992 r. ukazała się fińska wersja zatytułowana Tervetuloa Länteen, Andrej, wydana przez Vilperina Perikunta. Oryginalny tekst piosenki został zmieniony i opowiada o Andreju, rosyjskim proletariuszu, który podróżuje do Finlandii w poszukiwaniu pracy i lepszego życia w państwie dobrobytu. W utworze chór śpiewa, że Finlandia to „droga na szczyt nieba” i „droga do wolności” dla Rosjan.
W 1999 r. amerykański punkowo-rockowy zespół Pennywise, nagrał własną wersję Down Under i umieścił jako bonus na płycie Straight Ahead. Grupa często koncertuje w Australii i równie często gra ten utwór w czasie koncertów, by w ten sposób oddać hołd swoim licznym australijskim fanom.
W 2001 r. piosenka została wykonana przez Chór Armii Czerwonej i wydana na płycie Andrew Denton's Musical Challenge. Wykonano ją w stylu rosyjskiej pieśni ludowej.
W 2004 r. brytyjski zespół Spunge nagrał swój cover i wydał na płycie That Should Cover. Regularnie wykonuje go też podczas koncertów.
W 2006 r. brytyjska punkowo-rockowa grupa Cranial Screwtop wydała album, Too Fast for Technology, na którym znalazła się ich wersja Down Under.
Punkowy zespół Funeral Dress swoją interpretację piosenki wydał z albumem A Way of Life.

## Prawa autorskie
Fragmenty zagrane w piosence na flecie rzekomo zostały oparty na dziecięcej melodii Kookaburry, napisanej w 1935 r. przez Marion Sinclair na zawody harcerek. Po tym, jak ich autorka zmarła w 1988 r. prawa do piosenki otrzymał (21 marca 1990) wydawca Larrikin Music. W Stanach Zjednoczonych prawami zarządza Music Sales Corporation z Nowego Jorku.
W czerwcu 2009 r. dwadzieścia osiem lat po wydaniu Down Under, Larrikin Music pozwał Men at Work za naruszenie praw autorskich, utrzymując, iż część wykonane na flecie w tym utworze zostały skopiowane z Kookaburry. Obrońcy zespołu i wydawnictwa (Sony BMG Music Entertainment i EMI Songs Australia) twierdzili, że opierali się na porozumieniu, zgodnie z którym piosenka została napisana, a prawa autorskie były w posiadaniu stowarzyszenia harcerek. 30 lipca sędzia australijskiego sądu federalnego Peter Jacobson wydał wstępne oświadczenie, mówiące, że Larrikin posiadał prawo autorskie do piosenki, ale to czy Hay i Strykert popełnili plagiat, miał zostać określony w późniejszym terminie.
4 lutego 2010 r. sędzia Jacobson orzekł, że prawa autorskie Larrikin zostały naruszone, ponieważ Down Under powiela konkretną część Kookaburry. 6 lipca 2010 r. sędzia zdecydował, że Larrikin w ramach rekompensaty otrzyma 5% honorariów od 2002 r.